# Le Goût de vivre
Le Goût de vivre (titre original : Survivor Type) est une nouvelle de Stephen King parue en 1985 dans le recueil de nouvelles Brume mais ayant été publiée pour la première fois en 1982 dans l'anthologie Terrors.

## Résumé
La nouvelle est écrite à la première personne sous la forme d'un journal intime. Richard Pin est un chirurgien qui a été renvoyé pour avoir commis des malversations. Afin de réunir l'argent nécessaire pour ouvrir son propre cabinet, il accepte de convoyer de l'héroïne sur un paquebot qui va de Saigon à San Francisco. Le paquebot fait naufrage et Pin échoue sur une minuscule île déserte. Il dispose d'eau, de matériel médical et de sa livraison d'héroïne mais n'a pas de nourriture.
Plusieurs jours passent et Pin se brise la cheville. Il s'ampute le pied, en anesthésiant la douleur avec de l'héroïne, et décide ensuite de le manger pour calmer sa faim. Alors que les jours passent, la condition mentale et physique de Pin se dégrade. Décidé à survivre malgré tout, il s'ampute successivement de son autre pied, puis de ses deux jambes, pour les manger. Les dernières pages du carnet sont de plus en plus irrationnelles et les dernières notes indiquent, de façon décousue, qu'il vient de manger sa main gauche.

## Genèse
Stephen King a écrit cette histoire alors qu'il habitait à Bridgton et s'est renseigné sur les détails médicaux et la plausibilité de la situation auprès de son voisin, un médecin à la retraite. Il y fait étalage des « aspects les plus horribles de son macabre sens de l'humour ».

## Analyse
Selon Jennifer Brown, cette histoire explore l'idée de la capacité d'adaptation de l'être humain. Le personnage principal, Richard Pin, s'est toujours adapté à son environnement et a fait de sa propre survie son unique motivation, au mépris de toute considération morale. Au fur et à mesure que Pin mange des parties de son corps, il se dissocie de plus en plus de celui-ci. De façon paradoxale, son corps se réduit d'autant que se prolonge sa volonté de vivre et il finit par consommer son ego en se réduisant à un symbole de l'appétit.

## Adaptations
La nouvelle a été adaptée plusieurs fois sous forme de courts métrages. Le plus connu, Survivor Type, a été réalisé par Billy Hanson en 2012, avec Gideon Emery dans le rôle de Richard Pin, et a remporté plusieurs prix dans des festivals spécialisés.